# Asajirella gelatinosa
Asajirella gelatinosa är en mossdjursart som först beskrevs av Asajiro Oka 1891, och fick sitt nu gällande namn av not Pallas 1766. Asajirella gelatinosa ingår i släktet Asajirella och familjen Lophopodidae. Inga underarter finns listade i Catalogue of Life.